# 東活映画社

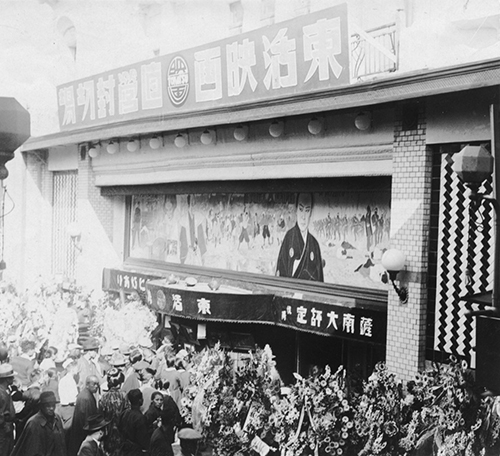
新京極にあった東活映画社の専門映画館「東活倶楽部」。その後「京極弥生座」を経て「新京極シネラリーベ」となるも2013年に閉館した。

東活映画社（とうかつえいがしゃ、1931年 設立 - 1932年 解散）は、かつて京都に存在した映画会社である。1976年から1991年に松竹系で約500本のピンク映画を製作配給した東活とは無関係である。

## 略歴・概要
かつてマキノ省三が1921年（大正10年）に京都・等持院境内に建設した「等持院撮影所」をその後経営していた東亜キネマが業績不振に陥った1931年（昭和6年）9月、同社の代行をする会社として設立されたのが「東活映画社」である。等持院撮影所は「東活映画等持院撮影所」となり、東亜時代の撮影所長の高村正次は辞任、安倍辰五郎が所長に就任した。安倍は東亜京都の最後の作品『薩南大評定 黄金篇』のプロデューサーであり、同作は翌10月15日に公開されたが、同じ座組みで製作したその続編『薩南大評定 万能篇』を同月31日に東活映画設立第一作として公開した。同作は、後藤岱山、橋本松男、堀江大生、重政順が監督として名を連ねる大作で、羅門光三郎、原駒子、小川雪子が出演した。
翌1932年（昭和7年）10月、早くも「東活」は解散、等持院撮影所は閉鎖された。翌11月高村が復活し、東亜キネマを買収、「宝塚キネマ」を設立した。高村の新会社が稼動させた撮影所は御室撮影所であり、等持院は永遠に閉鎖、翌1933年（昭和8年）5月等持院撮影所は競売に伏された。「東活」製作の最終作品、金田繁・大伴麟三監督、月形龍之介主演の『決戦荒神山』は、高村の「宝塚キネマ」の配給で1932年12月31日に公開された。

## フィルモグラフィ
1931年
- 薩南大評定 万能篇　監督後藤岱山・橋本松男・堀江大生・重政順
- 愛に餓ゆる街　監督三星吐詩夫
- 天眼通 女難時代　監督米沢正夫
- 埠頭に灯あり　監督古海卓二
- 炭焼小屋　監督大江秀夫
- 荊棘の蔭に泣く　監督安藤五郎
- 天秤棒男一匹　監督橋本松男
- 母よその名を汚す勿れ　監督米沢正夫
- 閃影双刃録　監督金田繁
- 振袖勝負　監督滝沢英輔　※沢村国太郎プロダクション提携作品
- 天国の裏町　監督大江秀夫
- 小松竜三　監督豊永大蔵
- 噫! 南嶺三十八勇士　監督井出錦之助

1932年
- 鉄腕書生　監督井出錦之助
- 白蝶秘門 前篇　監督並木鏡太郎
- 天眼通 腰弁時代　監督米沢正夫
- 南地囃子　監督久保義郎
- 白蝶秘門 後篇　監督並木鏡太郎
- 大江戸評判記　監督山口哲平
- 暁の鶴声　監督古海卓二
- 天眼通 飛躍時代　監督米沢正夫
- やくざ仁義　監督古海卓二
- 街の旋風児　監督大江秀夫
- 唐草太平記　監督滝沢英輔
- トタンに可愛くなったのよ　監督三星吐詩男
- 炎上誉の纏　監督橋本松男
- 暗黒街の英雄　監督石原英吉
- 決戦大利根の暁　監督橋本松男
- 若殿行状記　監督豊永大蔵
- 評判影法師　監督古海卓二
- ルンペンと孤児　監督古海卓二
- 忠烈肉弾三勇士　監督古海卓二
- 錦西の血陣 古賀聯隊　監督井出錦之助
- 馬上豊かに美少年　監督豊永大蔵
- 嘆きの夜曲　監督三星吐詩夫
- 大岡政談 十三夜見物侍　監督滝沢英輔　※沢村国太郎プロダクション提携作品
- 寛永豪傑総進軍 前後篇　監督豊永大蔵
- 戦線黎明の号破　監督金田繁
- 嗚呼空閑少佐　監督大庭喜八
- 凱旋　監督安藤太郎
- 攻防楼閣の巨人　監督枝正義郎・宇沢義之
- 忠臣蔵家九郎　監督志波西果
- 明暗日浪帖　監督並木鏡太郎
- 天眼通 黄金時代　監督米沢正夫
- 道中評判影法師　監督古海卓二
- 上海の快男児　監督石原英吉
- 涙の曙　監督三星吐詩夫
- 鉄腕抜刀隊　監督豊永大蔵
- 砂漠の真珠　監督久保義郎
- 無念流命の安売　監督下村八郎
- 黒い旋風　監督井出錦之助
- きさらぎ九平　監督後藤岱山
- 名金　監督後藤岱山
- 懐かしの吾が子　監督石原英吉
- 夜明けの女 前篇　監督志波西果
- 母の秘密　監督米沢正夫
- 元禄染曾我兄弟　監督豊永大蔵
- 海軍士官　監督石原英吉
- 笑ふ街　監督大江秀夫
- 英五郎旅姿　監督宇沢義之
- 偽はれる夫　監督大庭喜八
- 珍勇紙くづ剣法　監督下村八郎
- 二つの乳房　監督安藤五郎
- 妙法院勘八 前篇　監督後藤岱山
- 稲田一作 前篇　監督大庭喜八
- 妙法院勘八 後篇　監督後藤岱山
- 助太刀辻講釈　監督滝沢英輔
- 稲田一作 満腹の巻　監督大庭喜八
- 主の内お洒落模様　監督三星吐詩夫
- 鳥越やくざ道場　監督宇沢義之
- 三千世界膝栗毛 へそ取り天上の巻　監督後藤岱山
- クロール賭けて　監督大江秀夫
- 名金 第二篇　監督後藤岱山
- カポネ再現　監督久保義郎
- 夜明けの女 後篇　監督志波西果
- 小松竜三 後篇　監督金田繁
- 侍巾着切　監督宇沢義之
- 街の標識燈　監督石原英吉
- 侠客忠臣蔵 陣の巻　監督後藤岱山
- 侠客忠臣蔵 闘の巻　監督後藤岱山
- 跳躍天国　監督大江秀夫
- 若いマドロス　監督大庭喜八
- 青空高く　監督井出錦之助
- 北満の落花 大和桜　監督井出錦之助
- 決戦荒神山　監督金田繁・大伴麟三  ※宝塚キネマ配給作品

## 註
1. ↑  “戦前期日本の映画館写真（4）京都編”. NFCデジタル展示室.  東京国立近代美術館フィルムセンター (2014年4月8日). 2017年1月30日閲覧。
2. 1 2  立命館大学の「京都映像文化デジタル・アーカイヴ マキノ・プロジェクト」サイト内の「等持院撮影所」の記述を参照。